# Life peer

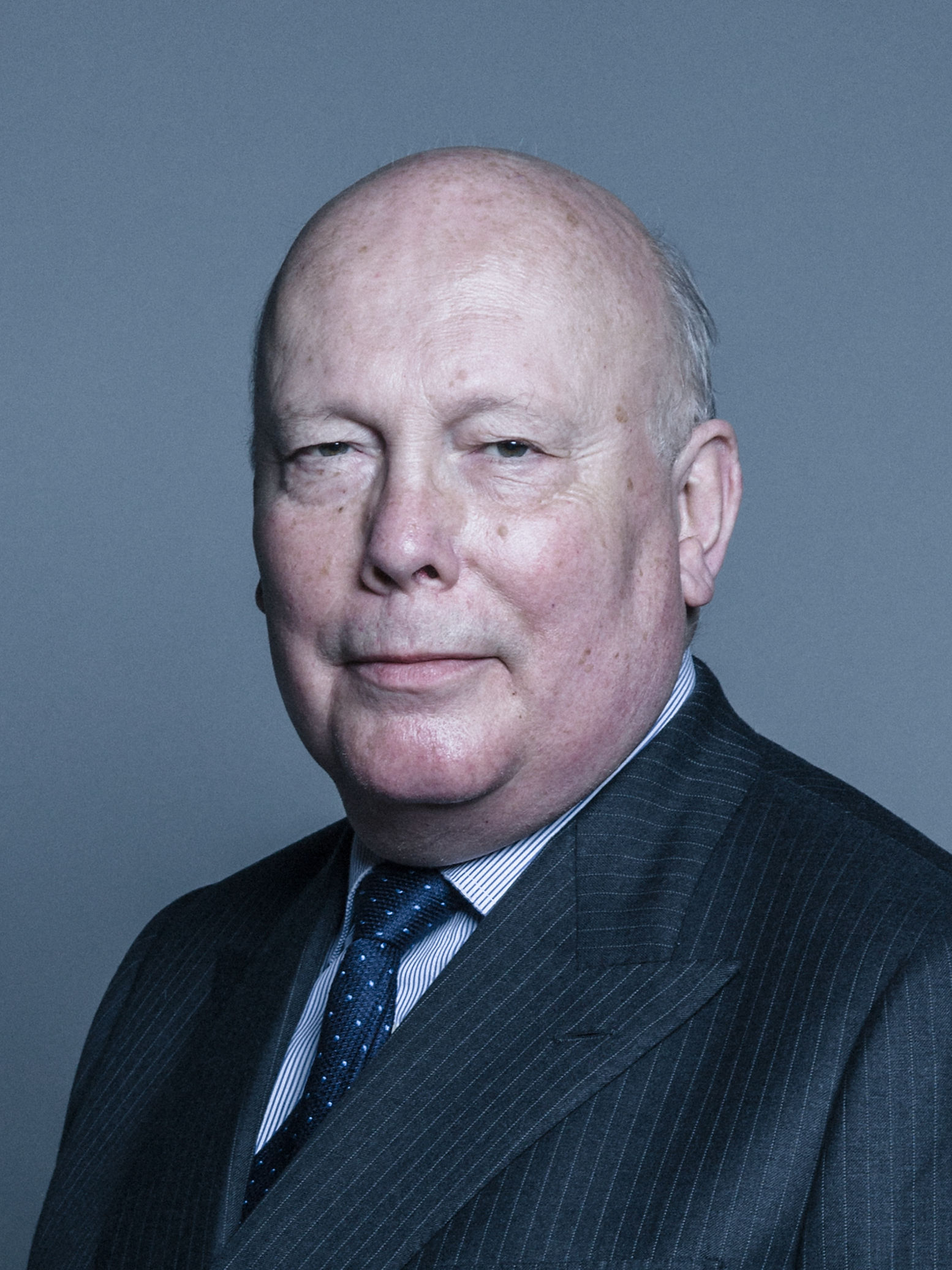
Författaren Julian Fellowes, skaparen av TV-serien Downton Abbey, blev 2011 utnämnd till Life peer med titeln Baron Fellowes of West Stafford och sitter på de konservativas bänk i överhuset.

Life peer är i Storbritannien utnämnda eller adlade personer vars titlar inte kan ärvas, till skillnad från ärftliga pärer. Life peers utses av monarken på inrådan av premiärministern. Med undantag för hertigdömet Edinburgh, som tilldelades prins Edward på livstid 2023, har alla Life peers som tilldelats sedan 2009 inrättats enligt Life Peerages Act 1958 med barons rang och ger sina innehavare rätt att sitta och rösta i Överhuset, förutsatt att de uppfyller kvalifikationer som ålder och medborgarskap. Legitima barn till en Life peer som utsetts enligt Life Peerages Act 1958 har rätt att titulera sig med prefixet "The Honourable", även om de inte kan ärva själva adelskapet. Före 2009 kunde även Life peers av barons rang inrättas enligt Appellate Jurisdiction Act 1876 för högre domare (kallade Laglorder).

## Före 1887
Kronan utfärdar pärsvärdigheter av två slag, en som är ärftlig och en för livet. Under pärsvärdighetens tidiga dagar hade regenten rätt att kalla individer till ett parlament utan att vara skyldig att sammankalla dem igen. Med tiden fastställdes det att när en pär väl hade kallats skulle han eller hon behöva kallas för återstoden av sitt liv, och senare att pärens arvingar och efterträdare också skulle kallas, vilket befäste den ärftliga principen.
Icke desto mindre dröjde sig Life peers kvar. Från Jakob I:s regeringstid till Georg II:s (mellan 1603 och 1760) skapades 18 Life peers för kvinnor. Kvinnor var dock uteslutna från att sitta i överhuset, så det var oklart om en Life peer skulle ge en man rätt att göra detsamma. I över fyra århundraden – om man räknar bort dem som satt i Cromwells överhus under Interregnum – hade ingen man gjort anspråk på en plats i överhuset i kraft av en Life peer. År 1856 ansågs det nödvändigt att lägga till en pär skolad i juridik till Överhuset (som var den sista appellationsdomstolen), utan att tillåta pärens arvingar att sitta i Överhuset och utöka dess antal. Sir James Parke, en baron (domare) i finansdepartementet, utnämndes till Baron Wensleydale på livstid, men Överhuset kom fram till att pärsvärdigheten inte gav honom rätt att sitta i Överhuset. Lord Wensleydale utnämndes därför till en ärftlig pär (i slutändan hade han inga söner, så hans pärsvärdighet gick inte vidare till en arvinge).
Regeringen lade fram ett lagförslag om att tillåta inrättandet av två Life peers med platser i Överhuset för domare som hade innehaft sitt ämbete i minst fem år. Överhuset godkände det, men lagförslaget förlorades i Underhuset.
År 1869 lade earl Russell fram ett mer omfattande lagförslag om Life peer. Vid varje given tidpunkt kunde det finnas 28 Life peers; Högst fyra skulle skapas under ett och samma år. Life peer skulle väljas bland högre domare, statstjänstemän, högre officerare i Storbritanniens armén eller Royal Navy, medlemmar av Underhuset som hade tjänstgjort i minst tio år, vetenskapsmän, författare, konstnärer, pärer från Skottland och pärer från Irland. (Pärerna i Skottland och Irland hade inte alla platser i Överhuset, utan valde istället ett antal skotska representativa pärer.) Lagförslaget förkastades av Överhuset vid dess tredje behandling.
Appellate Jurisdiction Act 1876 tillät inrättandet av Life peer med barons rang för högre domare i Överhuset. Ursprungligen var det meningen att Lord of Appeal in Ordinary, som skapats på detta sätt endast skulle sitta i Överhuset medan de tjänstgjorde som domare, men 1887 (när Lord Blackburn, den första personen som utnämndes enligt Appellate Jurisdiction Act 1876) gick i pension föreskrev Appellate Jurisdiction Act 1887 att före detta domare skulle behålla sina platser på livstid. Bruket att utse Life peer enligt Appellate Jurisdiction Act 1876 upphörde i och med inrättandet av Storbritanniens högsta domstol 2009. Sittande domare i Högsta domstolen får inte automatiskt Life peer, men har rätt att använda den juridiska artighetstiteln "Lord" eller "Lady" på livstid.

## Life Peerages Act 1958
Life Peerages Act sanktionerar det reguljära beviljandet av Life peer, men befogenheten att utnämna Lords of Appeal in Ordinary enligt Appellate Jurisdiction Act gjordes inga undantag. Lagen satte inga gränser för hur många pärsvärdigheter som regenten kunde tilldela, vilket gjordes i lagen Appellate Jurisdiction Act. En pär som inrättats enligt Life Peerages Act har rätt att sitta i Överhuset, förutsatt att han eller hon är minst 21 år gammal, inte straffas för förräderi och är medborgare i Storbritannien eller medlem av Commonwealth of Nations, och har skatterättslig hemvist i Storbritannien.
Livstidsbaronier enligt lagen om Life Peerages Act utdelas av regenten, men beviljas i praktiken endast på förslag av premiärministern.
Life peers som utnämnts enligt Life Peerages Act får inte lön, om de inte också innehar ministerposter. De har dock rätt till ett bidrag på 300 pund för resor och uppehälle för varje dag som ledamoten "skriver in sig" i Överhuset, även om han eller hon inte behöver delta i Överhusets verksamhet.

### "Working peers"
Då och då publiceras listor över "working peers". De utgör inte en formell klass, utan representerar de olika politiska partierna och förväntas regelbundet närvara i Överhuset. De flesta nya utnämningar av Life peers faller inom denna kategori.
Normalt sett väljer premiärministern bara ledamöter från sitt eget parti, men tillåter ledarna för oppositionspartierna att rekommendera ledamöter från sina partier. Premiärministern kan bestämma hur många ledamöter varje parti får föreslå. De kan också välja att ändra dessa rekommendationer, men gör det av hävd inte.

### "People's peer"
Pärer kan skapas på opartisk basis. Tidigare var det premiärministern som gjorde nomineringar enbart på grundval av meriter, men denna funktion överfördes delvis till en ny, icke-lagstadgad utnämningskommission för Överhuset år 2000. Individer som rekommenderas till pärsvärdighet av kommissionen går vidare till att bli vad som har beskrivits av vissa i brittiska medier som "people's peers" ("folkets jämlikar"). Kommissionen granskar också partiernas rekommendationer för "Working peers" för att säkerställa säkerheten. Premiärministern kan bestämma hur många ledamöter kommissionen kan föreslå och kan också ändra rekommendationerna. Återigen, av konvention görs ingen ändring av kommissionens rekommendationer.

### Hedersbetygelser
Individer kan utses till pärer i olika hederslistor som belöningar för prestationer. Dessa pärer förväntas inte närvara vid Överhuset regelbundet, men det står dem fritt att göra det om de vill. New Year Honours List, King's Birthday Honours List (för att markera regentens officiella födelsedag, den tredje lördagen i juni), Dissolution Honours List (för att markera upplösningen av parlamentet) och Resignation Honours List (för att markera slutet på en premiärministers ämbetsperiod) används alla för att tillkännage utnämningar av Life peers.

### Offentliga ämbeten
Utnämningar kan göras för personer som gått i pension från viktiga offentliga ämbeten, till exempel premiärminister, talman i Underhuset eller ärkebiskop av Canterbury eller York.
Sir Alec Douglas-Home, som hade avsagt sig sin ärftliga titel som 14:e earl av Home när han blev premiärminister, var den förste tidigare innehavaren av ämbetet som fick ett livstidsbaroni. Harold Wilson, James Callaghan och Margaret Thatcher blev alla Life peers efter att de dragit sig tillbaka från Underhuset. David Cameron fick en Life peer när han utsågs till utrikesminister under Rishi Sunak. Theresa May tilldelades en Life peer i 2024 års Dissolution Honours. Edward Heath och John Major valde att inte bli Life peers. Tony Blair, Gordon Brown, Boris Johnson och Liz Truss har ännu inte fått någon Life peer. Från och med juli 2024 är Rishi Sunak fortfarande parlamentsledamot.
Harold Macmillan avböjde en pärsvärdighet när han lämnade ämbetet, men över 20 år efter att han gått i pension accepterade han ett andra erbjudande från den sedvanliga ärftliga earlen för avgående premiärministrar, som Earl av Stockton (1984). Detta var det sista earldömet som erbjöds utanför den kungliga familjen. Även om David Lloyd George också väntade en liknande period på sitt earldöme, har de flesta erbjudanden gjorts och accepterats kort efter pensioneringen, såsom earlerna av Oxford och Asquith, Baldwin, Attlee och Avon.
Många kabinettsmedlemmar, inklusive finansminister, utrikesministrar, inrikesministrar och försvarsministrar, som gått i pension sedan 1958 har i allmänhet utnämnts till Life peer. William Whitelaw utnämndes till ärftlig viscount på rekommendation av Margaret Thatcher. Viscount Whitelaw dog utan manlig avkomma.

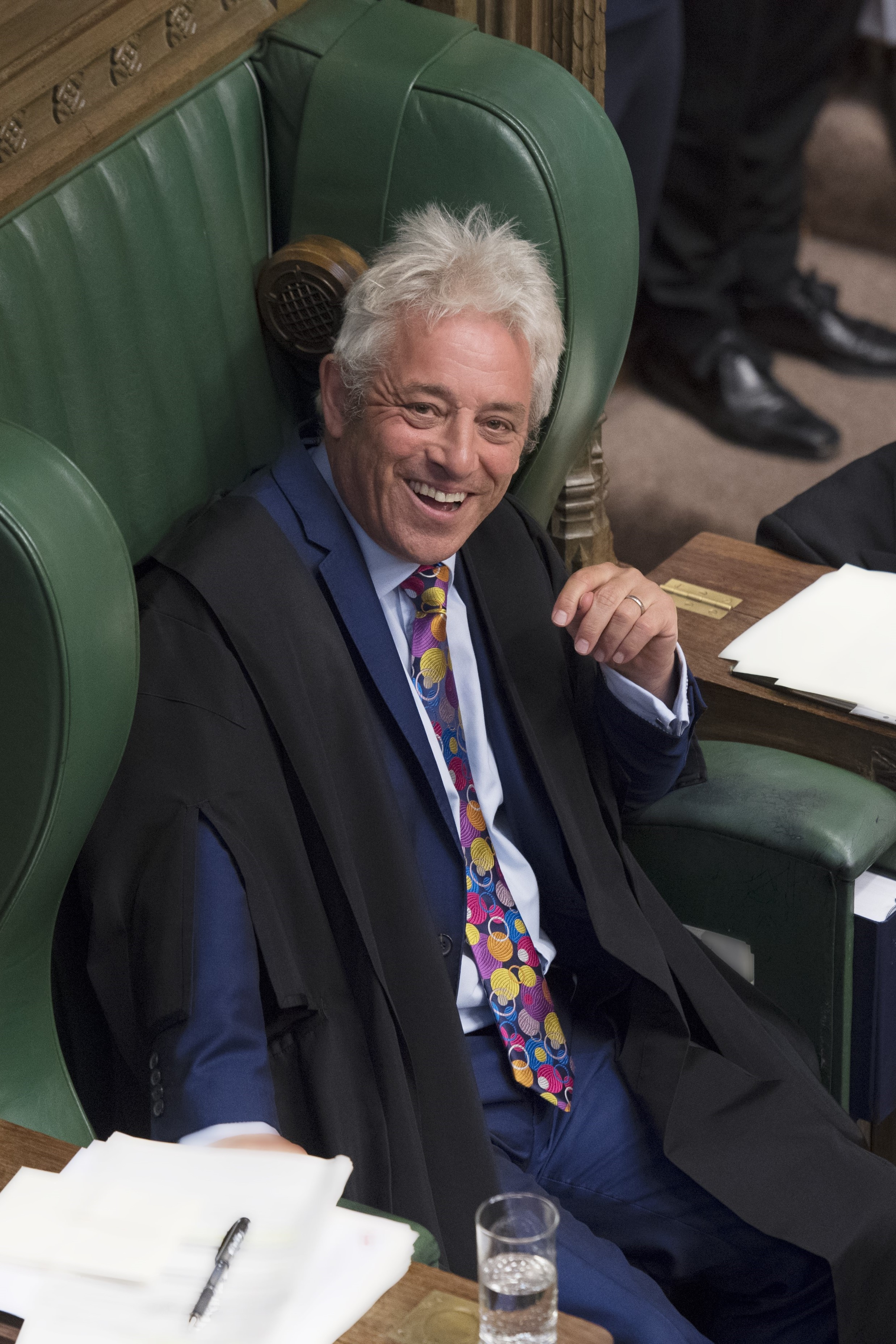
När underhusets talman John Bercow avgick 2020 fick han inte den sedvanliga titeln Life peer.

Sedan 1971 har Life peer i allmänhet tilldelats talmän i Underhuset vid pensionering, och de har suttit som crossbenchers. (Tidigare hade avgående talare av sed fått en ärftlig pärsvärdighet mellan 1780 och 1970, vanligtvis ett viscountcy.) George Thomas var den ende talmannen efter 1971 som fortfarande fick en ärftlig pärsvärdighet istället för en Life peer, och han blev Viscount Tonypandy, men han dog utan manlig avkomma. Konventionen bröts 2020 när den avgående talmannen John Bercow inte beviljades en Life peer, det första nekandet av en pärsvärdighet till en tidigare talman på över 200 år. Vid den tiden var Bercow under utredning angående anklagelser om mobbning, och regeringen hävdade att Bercow skulle misslyckas med ett "anständighetstest" som genomfördes för alla nominerade. För ovanlighetens skull nominerades Bercow till pärsvärdighet av den dåvarande oppositionsledaren och Labourledaren Jeremy Corbyn.
Premiärministern fortsätter att rekommendera ett litet antal tidigare innehavare av offentliga ämbeten för pärsvärdigheter. Detta inkluderar i allmänhet försvarsstabschefer, kabinettssekreterare och chefer för diplomattjänsten. Varje ärkebiskop av Canterbury som har gått i pension sedan 1958 har blivit Life peer, liksom de senaste ärkebiskoparna av York när de gått i pension. Ett litet antal andra biskopar – som David Sheppard i Liverpool och Richard Harries i Oxford – adlades när de gick i pension. Lord Chamberlain är traditionellt en medlem av Överhuset och adlas därför vid utnämning (om han inte redan är en pär), medan de flesta avgående privatsekreterare till regenten och cheferna för Bank of England också har blivit pärer.
Höga ämbetsmän inom rättsväsendet har ibland utnämnts till Life peers när de tillträtt sina ämbeten. Alla Lord Chief Justices i England och Wales har sedan 1958 utnämnts till Life peers enligt Life Peerages Act, med undantag för Lord Woolf, som redan var Lord of Appeal in Ordinary innan han blev Lord Chief Justice. På samma sätt utnämndes Lord Reed till Life peer 2019 när han utsågs till ordförande för Högsta domstolen, och alla hans föregångare i den rollen hade redan utnämnts till Life peers som tidigare Lords of Appeal in Ordinary.
Life peer kan i vissa fall tilldelas ärftliga pärer. Efter att House of Lords Act 1999 hade antagits blev flera ärftliga pärer, som inte hade ärvt sina titlar men som ändå skulle uteslutas från Överhuset på grund av lagen, Life peers: Toby Low, 1:e baron Aldington; Frederick James Erroll, 1:e baron Erroll av Hale; Frank Pakenham, 7:e earl av Longford och 1:e baron Pakenham; och Antony Armstrong-Jones, 1:e earl av Snowdon Ingen av pärerna som var medlemmar av den kungliga familjen beviljades en Life peer, eftersom de alla hade avböjt. Life peers gavs också till tidigare ledare för Överhuset, däribland John Julian Ganzoni, 2:a baron Belstead; Peter Carington, 6:e baron Carrington; Robert Gascoyne-Cecil, 7:e markis av Salisbury (mer känd som Viscount Cranborne and Lord Cecil av Essendon, efter att ha deltagit i Överhuset i kraft av en stämningsansökan); George Jellicoe, 2:a earl Jellicoe; Malcolm Shepherd, 2:a baron Shepherd; och David Hennessy, 3:e baron Windlesham.
Som en del av firandet av femtioårsjubileet av Life Peerages Act röstades Gareth Williams, Gareth Williams, Baron Williams av Mostyn, fram av medlemmarna i Överhuset vid den tiden som den mest framstående Life peer sedan skapandet av livstidspärsvärdigheten.

## Antal Life peers
| Harold Macmillan                                                                     | Konservativa | 1957–1963  | 46    | 7.7   |
| Alec Douglas-Home                                                                    | Konservativa | 1963–1964  | 16    | 16.0  |
| Harold Wilson                                                                        | Labour       | 1964–1970  | 122   | 20.3  |
| Edward Heath                                                                         | Konservativa | 1970–1974  | 58    | 14.5  |
| Harold Wilson                                                                        | Labour       | 1974–1976  | 80    | 40.0  |
| James Callaghan                                                                      | Labour       | 1976–1979  | 58    | 19.3  |
| Margaret Thatcher                                                                    | Konservativa | 1979–1990  | 201   | 18.2  |
| John Major                                                                           | Konservativa | 1990–1997  | 160   | 26.7  |
| Tony Blair                                                                           | Labour       | 1997–2007  | 357   | 35.7  |
| Gordon Brown                                                                         | Labour       | 2007–2010  | 34    | 11.3  |
| David Cameron                                                                        | Konservativa | 2010–2016  | 243   | 40.5  |
| Theresa May                                                                          | Konservativa | 2016–2019  | 43    | 14.3  |
| Boris Johnson                                                                        | Konservativa | 2019–2022  | 87    | 29    |
| Liz Truss                                                                            | Konservativa | 2022       | 3     | 3     |
| Rishi Sunak                                                                          | Konservativa | 2022–2024  | 58    | 29    |
| Keir Starmer                                                                         | Labour       | 2024–nutid | 5     | 5     |
| Total                                                                                | Total        | Total      | 1 598 | 23.85 |
| Life peers som tilldeltats ärftliga lordet (från 1999 och framåt) är inte inräknade. |              |            |       |       |

Från och med den 24 maj 2023 finns det 664 Life peers som är berättigade att rösta i Överhuset. Detta inkluderar 215 konservativa, 171 Labour, 80 liberaldemokratiska och 149 oberoende. Det finns också 11 andra som representerar 4 andra partier, 35 icke-anslutna, 2 pärer som betecknar sig själva som "oberoende" men nära ett parti, och talmannen Lord Speaker. Dessutom finns det cirka 70 Life peers som har gått i pension från Överhuset sedan 2010, liksom flera som på annat sätt inte är berättigade att rösta eller som har avlägsnats på grund av att de inte är närvarande.
Appellate Jurisdiction Act föreskrev ursprungligen att två Lords of Appeal in Ordinary skulle utses, som skulle fortsätta att tjänstgöra samtidigt som de innehade domarämbeten, men 1887 tilläts de att fortsätta att sitta i Överhuset på livstid, under titeln och värdigheten baron. Antalet Lords of Appeal in Ordinary utökades då och då – till tre år 1882, till fyra år 1891, till sex år 1913, till sju år 1919, till nio år 1947, till 11 år 1968 och till 12 år 1994. Dessa bestämmelser upphävdes genom 2005 års lag om konstitutionell reform (Constitutional Reform Act 2005), genom vilken Storbritanniens högsta domstol inrättades. I den lagen föreskrevs också att innehavare av domarämbeten, inbegripet domare i Högsta domstolen, som av den anledningen är diskvalificerade från underhuset eller Nordirlands församling, nu också är diskvalificerade från att tillträda sina platser i Överhuset om de är pärer (vilket alla tidigare Law Lords var).
Takten för inrättandet av Life peers enligt Life Peerages Act har fluktuerat, där en hög andel är vanligast direkt efter att ett nytt parti har valts till regering. Som en konsekvens av detta har David Cameron och Tony Blair inrättat Life peers i hög takt, med 40,5 respektive 35,7 pärsvärdigheter per år.
Konservativa premiärministrar har i genomsnitt utnämnt 21 jämnåriga på livstid per år i ämbetet, medan Labours premiärministrar i genomsnitt har 27 per år. I absoluta tal har de konservativa (på 40 år) skapat något fler (853 av 1504, i juni 2022) Life peers än Labour (651 på 24 år). Dessutom har den stora majoriteten (61) av de 68 icke-kungliga ärftliga pärsvärdigheter som skapats sedan 1958 skapats under konservativa premiärministrar (särskilt Macmillan). Endast tre icke-kungliga ärftliga pärsvärdigheter har skapats sedan 1965 (alla under Thatcher), och ingen sedan 1984.
År 1999 fanns det 172 konservativa och 160 labourledamöter i Överhuset, och den 4 januari 2010 fanns det 141 konservativa och 207 labour Life peers i Överhuset. Den ärftliga delen av Överhuset var dock mycket mindre balanserad. År 1999, till exempel, strax innan de flesta ärftliga pärer avskaffades genom House of Lords Act 1999, fanns det 350 konservativa ärftliga pärer, jämfört med 19 Labourpärer och 23 liberaldemokratiska pärer.

## Avsägande av titlar
Peerage Act 1963 gör det möjligt för innehavaren av en ärftlig pärsvärdighet att avsäga sig sin titel på livstid. Det finns ingen sådan bestämmelse för Life peers. Koalitionsregeringen Cameron-Cleggs utkast till förslag till reform av överhuset 2011 föreskrev "att en person som innehar en Life peer när som helst kan avsäga sig denna pärsvärdighet genom att skriva till lordkanslern. Personen [och dennes make/maka och barn] kommer att fråntas alla rättigheter och intressen som är knutna till [den] pärsvärdigheten." Detta förslag blev inte lag. År 2014 blev det enligt House of Lords Reform Act möjligt för pärer att avgå från Överhuset, och följande års House of Lords (Expulsion and Suspension) Act gav Överhuset rätt att utesluta en pär (båda utan att avsäga sig pärsvärdigheten).

## Titlar och tilltalsformer
De flesta baroner eller baronessor på livstid tar en titel baserad på deras efternamn, antingen ensamma (t.ex. Baron Blunkett) eller i kombination med ett ortnamn (känt som en territoriell beteckning) för att skilja dem från andra med samma efternamn (t.ex. baron Hill av Oareford). Efternamn behöver inte användas alls om så önskas. Ian Paisley, till exempel, valde titeln 'Lord Bannside, och Tony Banks valde titeln Lord Stratford. Det finns också tillfällen då någons efternamn inte är lämpligt som titel, till exempel Michael Lord (nu Lord Framlingham) och Michael Bishop (nu Lord Glendonbrook).
Den formella titeln för en Life peer är följande (John Smith och Mary Smith hänvisar till vilket namn som helst; London till vilken territoriell beteckning som helst):
- När det gäller en Life baron: The Rt Hon The Lord Smith (av London) (t.ex. The Rt Hon The Lord Owen)
eller The Rt Hon John, Lord Smith (av London) (t.ex. The Rt Hon David, Lord Steel of Aikwood)
- I fråga om en Life baronessa: The Rt Hon The Baroness Smith (av London) (t.ex. The Rt Hon The Baroness Thatcher)
eller The Rt Hon Mary, Baroness Smith (av London) (t.ex. The Rt Hon The Rt Hon Betty, Baroness Boothroyd).[c]

Life peers kallas ofta felaktigt "Lord" eller "Lady" före deras namn (t.ex. "Lord Andrew Lloyd-Webber") efter att de adlats, men detta är felaktigt eftersom den korrekta formen bör vara en av de som visas ovan. Endast döttrar till earler, markiser och hertigar (och kvinnliga medlemmar av Strumpebands- och Tistelorden) och yngre söner till markiser och hertigar omnämns med artighetstiteln Lord eller Lady Förnamn Efternamn, t.ex. "Lord Louis Mountbatten", som kallades så som den yngre sonen till markisen av Milford Haven innan han adlades som viscount (senare earl) Mountbatten av Burma.
En annan form av pärsvärdighet på senare tid instiftades när prins Edward utnämndes till hertig av Edinburgh på livstid 2023, med titeln att återgå till kronan vid prinsens död. Denna adling skiljer sig från andra Life peers genom att den inte gjordes enligt 1958 års lag, inte ger prinsen rätt att sitta i Överhuset och ger honom en högre rang än baron.